# Auradé
Auradé település Franciaországban, Gers megyében. Lakosainak száma 676 fő (2022. január 1.). Auradé L’Isle-Jourdain, Bonrepos-sur-Aussonnelle, Empeaux, Saint-Thomas, Endoufielle, Lias, Marestaing és Seysses-Savès községekkel határos.

## Népesség
A település népességének változása:
| Lakosok száma | 318  | 329  | 322  | 520  | 653  | 671  | 671  | 672  | 673  | 676  |
|               | 1968 | 1982 | 1990 | 2006 | 2013 | 2015 | 2017 | 2019 | 2020 | 2022 |